# Зярай

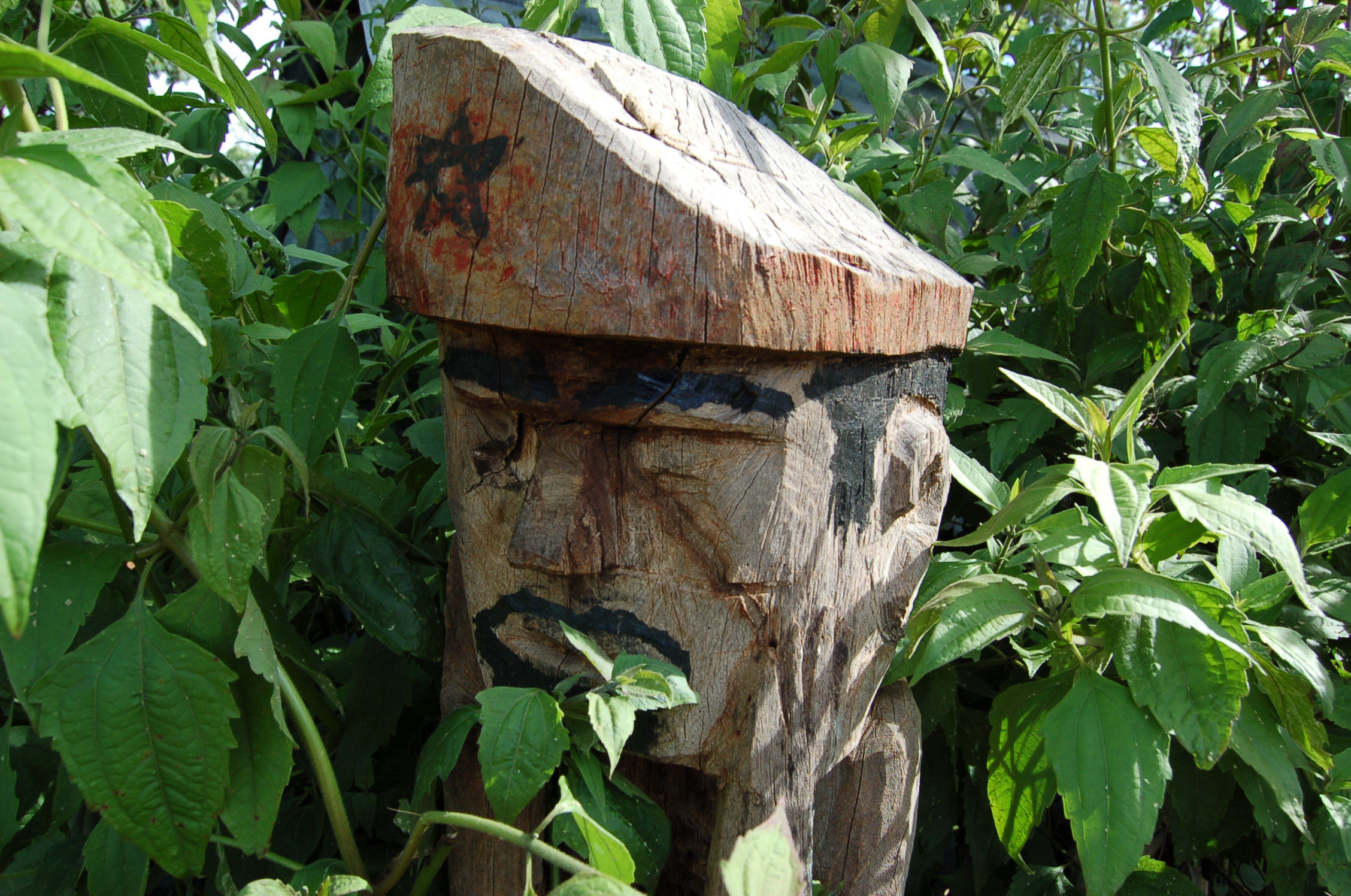
Скульптура духа стражника на могиле зярай (Контум)

Зярай (зэрай) (вьет. Gia Rai) — народность, относящаяся к группе тхыонгов. Населяют территории Вьетнама (провинции Зялай, Контум, Даклак) и Камбоджи. Во Вьетнаме проживает 514 тыс. человек, в Камбодже — около 20 тысяч. Включают в себя следующие субэтнические группы: тер (фун), арап, тхуан, хдрунг, мтхур.

## Язык
Язык зярай (джарай) относится к тямским языкам малайско-полинезийской ветви австронезийской языковой семьи.

## Занятия
Занимаются ручным подсечно-огневым и поливным пашенным земледелием, собирательством. Выращивают рис, кукурузу, клубнеплоды, овощи. Разводят буйволов, быков, лошадей, свиней, птицу, охотятся на слонов и диких быков. Ремесла — ткацкое, кузнечное, плетение.

## Общество и образ жизни
Живут семьями в деревнях, которые состоят из нескольких свайных домов. Семьи небольшие, развиты матрилинейные роды. В повседневной жизни мужчины носят набедренные повязки, женщины — вышитые по краю длинные юбки и кофты. Также используют в качестве украшений серебряные и медные спиралевидные шейные браслеты, цветы, бусы. Традиционная пища в основном растительная, также едят рыбу.

## Культура и религия
Исповедают христианство (католицизм и протестантизм), сохранились также последователи традиционных верований (анимизм и аграрные культы). Основополагающее место в культуре зярай занимает песенный и танцевальный фольклор.